# 분파
분파(分派)는 하나의 조직을 이루는 작은 조직이자 종교적, 정치적, 학문적 믿음 체계의 하위 집단으로, 각각 종파(교파), 당파, 학파를 가리킨다. 영어로는 섹트(sect)라고 한다.
인도 문맥에서 섹트는 조직화된 전통을 가리킨다.

## 같이 보기
- 신흥 종교
- 종교적 배타주의